# Rollinia sericea
Rollinia sericea (R.E. Fr.) R.E.Fr. – gatunek rośliny z rodziny flaszowcowatych (Annonaceae Juss.). Występuje naturalnie w Peru, Boliwii oraz Brazylii (w stanach São Paulo i Santa Catarina). 

## Morfologia
PokrójZimozielone drzewo dorastające do 5–10 m wysokości.
LiścieMają kształt od eliptycznego do podłużnie eliptycznego. Mierzą 4–13 cm długości oraz 2–4 cm szerokości. Nasada liścia jest klinowa. Blaszka liściowa jest o wierzchołku od ostrego do spiczastego. Ogonek liściowy jest nagi i dorasta do 5–10 mm długości.
KwiatySą pojedyncze, rozwijają się w kątach pędów. Działki kielicha mają owalny kształt ze spiczastym wierzchołkiem, dorastają do 4 mm długości. Płatki mają podłużny kształt i żółtą barwę, osiągają do 2–15 mm długości.
OwoceSynkarpiczne, o jajowatym kształcie. Osiągają 30–45 mm długości i 25–40 mm szerokości. Mają zieloną barwę.